# HOK-Elanto

Helsingin Osuuskauppa Elanto (HOK-Elanto) est une coopérative finlandaise créée au début de 2004 par la fusion de la Société coopérative d'Helsinki (HOK) et de la  société coopérative Elanto.
En 2018, HOK-Elanto compte 627 249 membres et 5 922 employés.
Il s'agit de la plus grande société coopérative du groupe S.

## Résultats
En 2018, les ventes nettes de la coopérative s'élevaient à 1 916,4 millions d'euros et HOK-Elanto a versé un total de 71,5 millions d'euros de primes à ses membres.
En outre, 1,9 million d’euros d’intérêts sur le capital de la coopérative ont été versés.  
HOK-Elanto réalise environ 80% de son chiffre d'affaires avec des produits fabriqués en Finlande.

## Sites
HOK-Elanto à environ 340 sites de vente à Espoo, Helsinki, Hyvinkää, Järvenpää, Kerava, Mäntsälä, Nurmijärvi, Tuusula et Vantaa, c'est à  dire dans la région métropolitaine du grand Helsinki, plus les zones de Kauniainen et du Keski-Uusimaa. 

### Épiceries, grands magasins et autres commerces
ABC, Alepa, Emotion, services funéraires d'HOK-Elanto, Bureaux d'inventaire d'HOK-Elanto, Herkku, Kodin Terra, Prisma, S-market et Sokos.

### Restaurants et caféterias
Ale Pub, Amarillo, Amsterdam, Angleterre, Backaksen kartano, BBQ House, Belge, Bravuria, Casa Largo, Chico’s, Coffee Bar, Coffee House, Deli, Dubliner, Food Lab, Hesburger, Jyvänen, Kaarna, Kaisla, Kappeli, Kitty’s Public House, Kivitorppa, Klubi Hyvinkää, Korona, Kuikka, Memphis, Old Hat, Oluthuone, Pickwick Pub, Pivnice, Praha, Presso, Pub 99, Public Corner, Rosso, Rotterdam, Sailor’s, Salve (en), Sokos Café, Spaghetteria, Spårakoff, Sports Academy, Stone’s, Virgin Oil Co., Vltava, Wanhan Kellari & Grilli, William K., Wok Up, Zetor, Gaselli, König, La Famiglia, Raffaello, Raffaellon Terassi, Sir Eino, Tapas BarCelona.

## Direction
Veli-Matti Liimatainen est PDG de HOK-Elanto,.
Le Conseil des représentants exerce les pouvoirs de décision les plus élevés des membres dans les domaines qui lui sont attribués par la loi et les règlements.
Tous les quatre ans, les membres de HOK-Elanto élisent 60 délégués et un nombre égal de suppléants parmi leurs membres. Les dernières élections du conseil des représentants HOK-Elanto ont eu lieu en 2016.
Le conseil d'administration représente les membres. Son rôle est de superviser l'administration de HOK-Elanto et les activités du conseil d'administration et du directeur général.
Le conseil d'administration de HOK-Elanto est composé de 18 membres, dont deux nommés par le personnel. Les membres du conseil d'administration sont élus pour un mandat de trois ans.
L’équipe de direction assiste le PDG et le conseil d’administration. Son objectif est de coordonner et de préparer les propositions à soumettre au conseil d'administration, y compris les stratégies commerciales coopératives, les cibles, les plans d'action et les budgets, ainsi que les grands projets d'investissement et de réalisation.

## Pots-de-vin au détriment de HOK-Elanto
En 2017, une action en justice a été intentée dans laquelle HOK-Elanto serait victime de l'un des plus gros pots-de-vin de l'histoire criminelle finlandaise. L’ancien directeur immobilier de HOK-Elanto est soupçonné d’avoir soutiré des pots de vin d’une valeur de 797000 euros des partenaires de la société entre 2005 et 2012. 15 personnes ont été inculpées ainsi que Skanska, Forma-Futura, Caverion et Innovarch.
Au total, dix sociétés différentes ont soutenu financièrement des activités de courses de chevaux pour les filles du gestionnaire immobilier. Les procureurs ont déclaré que le but de ces cadeaux était que le gestionnaire immobilier recommande à HOK-Elanto les entreprises impliquées . Selon la défense, il s'agissait d'un parrainage normal. HOK-Elanto est dans la position de victime potentielle.